# Bośnia i Hercegowina na Letnich Igrzyskach Paraolimpijskich 2008
Bośnię i Hercegowinę na Letnich Igrzyskach Paraolimpijskich 2008 w Pekinie reprezentowało 15 sportowców. Wśród nich znalazła się również 1 kobieta (Dženita Klico). Był to czwarty występ reprezentacji tego kraju na letnich igrzyskach paraolimpijskich (po startach w latach 1996, 2000 i 2004). 
Bośnia i Hercegowina zdobyła w Pekinie srebrny medal w siatkówce na siedząco, co dało Bośniakom 63. miejsce w tabeli medalowej.

## Zdobyte medale
| Medal  | Zawodnik | Dyscyplina            | Konkurencja      |
| ------ | --- | --------------------- | ---------------- |
| Srebro | Safet Alibašić Sabahudin Delalić Mirzet Duran Esad Durmišević Ismet Godinjak Dževad Hamzić Ermin Jusufović Hidajet Jusufović Zikret Mahmić Adnan Manko Asim Medić Ejub Mehmedović | Siatkówka na siedząco | turniej mężczyzn |

## Wyniki

### Lekkoatletyka
Kobiety
| Zawodnik      | Konkurencja           | Finał             | Finał   | Źródło |
| Zawodnik      | Konkurencja           | Rezultat          | Miejsce | Źródło |
| ------------- | --------------------- | ----------------- | ------- | ------ |
| Dženita Klico | pchnięcie kulą F54-56 | 5,39 m (868 pkt.) | 11      | [ 3 ]  |

Mężczyźni
| Zawodnik       | Konkurencja           | Finał             | Finał   | Źródło |
| Zawodnik       | Konkurencja           | Rezultat          | Miejsce | Źródło |
| -------------- | --------------------- | ----------------- | ------- | ------ |
| Dževad Pandžić | pchnięcie kulą F55-56 | 9,02 m (797 pkt.) | 15      | [ 4 ]  |

### Siatkówka na siedząco
- Reprezentacja mężczyzn

| - Safet Alibašić - Sabahudin Delalić - Mirzet Duran - Esad Durmišević - Ismet Godinjak - Dževad Hamzić |  | - Ermin Jusufović - Hidajet Jusufović - Zikret Mahmić - Adnan Manko - Asim Medić - Ejub Mehmedović |

| Drużyna              | Konkurencja | Faza grupowa     | Faza grupowa     | Faza grupowa     | Faza grupowa | Półfinały        | Finał            | Pozycja | Źródło |
| Drużyna              | Konkurencja | Przeciwnik Wynik | Przeciwnik Wynik | Przeciwnik Wynik | Pozycja      | Przeciwnik Wynik | Przeciwnik Wynik | Pozycja | Źródło |
| -------------------- | ----------- | ---------------- | ---------------- | ---------------- | ------------ | ---------------- | ---------------- | ------- | ------ |
| Bośnia i Hercegowina | mężczyźni   | Chiny 3:0        | Irak 3:0         | Rosja 3:1        | 1            | Egipt 3:0        | Iran 0:3         |         | [ 5 ]  |

### Strzelectwo
| Zawodnik         | Konkurencja                                  | Finał    | Finał   | Źródło |
| Zawodnik         | Konkurencja                                  | Rezultat | Miejsce | Źródło |
| ---------------- | -------------------------------------------- | -------- | ------- | ------ |
| Izudin Husanović | karabin pneumatyczny leżąc (zawody mieszane) | 585 pkt. | 22      | [ 6 ]  |